# European Guitar Teachers Association
Die European Guitar Teachers Association (EGTA) ist ein Berufsverband der Gitarrenlehrerinnen und -lehrer  und  dient der  pädagogischen, wissenschaftlichen und künstlerischen Förderung des Gitarrespiels. Sie wurde, beginnend mit der deutschen Sektion, am 21. September 1985 im Rahmen des internationalen Gitarrenkongresses in Mettmann auf Anregung von Siegfried Behrend gegründet. Erste Vorstandsmitglieder waren die Gitarristen Wolfgang Weigel, Leonhardt Beck-Neuwirth und Michael Koch. Es bestehen Sektionen in der Schweiz, in Großbritannien, in den Niederlanden und Slowenien.

## Deutschland
Die deutsche Sektion, die EGTA D, ist in Landesverbände gegliedert und hat insgesamt ca. 200 Mitglieder. Präsident der deutschen Sektion ist Alfred Eickholt, Bundesgeschäftsführer ist Helmut Richter, Ehrenpräsident ist der Gitarrist John Williams.
EGTA D veranstaltet und fördert Kongresse, Symposien, Wettbewerbe und Fortbildungsveranstaltungen zu aktuellen und historischen Themen aus allen Bereichen des Instruments. Als Mitglied des Deutschen Musikrates und zahlreicher Trägerinstitutionen setzt sie sich die EGTA D auch auf musikpolitischer Ebene ein. Seit 1991 führt die EGTA D im Zweijahresturnus einen Gitarrenbauwettbewerb für Schülergitarren durch, seit 2000 in Kooperation mit der Stadt Velbert den Internationalen Jugendwettbewerb für Gitarre "Andrés Segovia".

## Schriften und Dokumentationen
- Körper und Gitarre – 3. Kongress der EGTA D 1990, Darmstadt
- Wege zur Musik – 4. Kongress der EGTA D 1992, Weimar
- Gemeinsam lernen – Gruppenunterricht und Ensemblespiel mit Gitarre – 5. Kongress der EGTA D 1994, Mülheim an der Ruhr
- 1. Weimarer Gespräch 1997 – Dokumentation
- 2. Weimarer Gespräch 2006 – Dokumentation
- 1. Gitarren-Symposium 1994 – Dokumentation. Herausgegeben von der Bundesakademie für musikalische Jugendbildung Trossingen, Schriften der Bundesakademie Band 21 / 1995
- Gitarren-Symposium 2001 – Dokumentation. Die Gitarre auf dem Weg ins 21. Jahrhundert – Bedeutung und Perspektiven für den deutschsprachigen Raum. Herausgegeben von der Bundesakademie für musikalische Jugendbildung Trossingen, Schriften der Bundesakademie Bd. 27/2002
- Die Gitarre im Aufbruch – Festschrift Heinz Teuchert zum 80. Geburtstag. Herausgegeben von Jürgen Libbert in Zusammenarbeit mit der European Guitar Teachers Association Sektion Deutschland. München 1994
- Die klassische Gitarre im 20. Jahrhundert – Beiträge zu ihrer Entwicklung im deutschsprachigen Raum. Im Auftrag der EGTA-D e.V. herausgegeben von Peter Ansorge und Helmut Richter. Schriften der EGTA D Band 1. Oberhausen 2010, ISBN 978-3-00-029920-9